# 布龙博
布龙博（法語：Brombos）是法国瓦兹省的一个市镇，属于博韦区（Beauvais）格朗德维利耶尔县（Grandvilliers）。该市镇总面积6.9平方公里，2009年时的人口为249人。

## 人口
布龙博人口变化图示